# St. Wolfgang (Rettenbergen)
St. Wolfgang ist eine

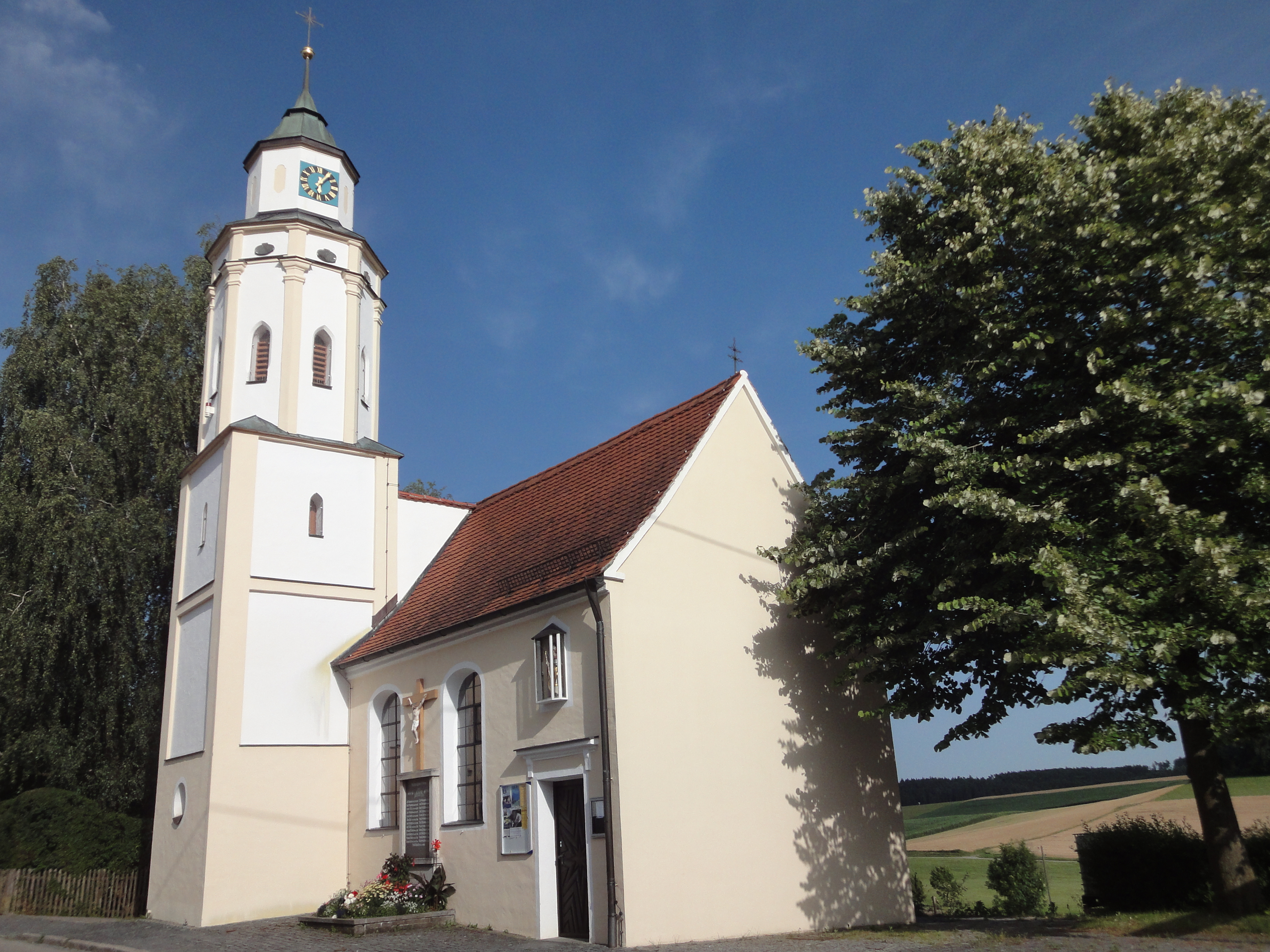
Nordwestansicht von St. Wolfgang, Rettbergen

römisch-katholische Kirche in Rettenbergen, einem Ortsteil der Stadt Gersthofen im schwäbischen Landkreis Augsburg in Bayern. Das geschützte Baudenkmal ist eine Filialkirche der Pfarrei St. Martin im Gersthofener Stadtteil Batzenhofen.

## Geschichte
Der in der Hirblinger Urmark entstandene Rodungsort Rettenberg war bis zur Säkularisation im Eigentum des Frauenklosters St. Stephan, welches auch über das Patronatsrecht der Pfarrei Batzenhofen verfügte, zu der Rettenberg seit seinem Bestehen gehört. Wann die dem hl. Wolfgang von Regensburg geweihte Filialkirche in Rettenbergen gegründet wurde, ist nicht bekannt. Der älteste Teil der bildet der nördlich gelegene Turm. Die drei unteren, quadratischen Turmgeschosse stammen aus dem frühen 16. Jahrhundert. Nachdem die Kirche in einem Bericht von 1575 verfiel, erfolgte um 1675 ein Neubau als Saalbau mit einem eingezogenen Chorraum. Der Turm erhielt dabei ein pilastergegliedertes Oktogon als Aufbau. Früher fand in dem Gotteshaus außer dem Patrozinium alle 14 Tage ein Gottesdienst statt, wofür der Pfarrer von Batzenhofen im Jahr 1600 von dem Kloster St. Stephan der Zehent zu 15 Jauchert überlassen wurde. 1789 wurde der heutige Dachstuhl errichtet und der Turm laternenartig abgeschlossen. Die gotisierten Fenster im Turm sind schießschartenartig ausgeführt. Nach der Säkularisation fiel das Patronatsrecht an den bayerischen König. Instandsetzungsmaßnahmen erfolgten 1950 und 1964.

## Ausstattung
Die bedeutendste Ausstattung bilden zwei vermutlich früher zusammenhängende Holzreliefs, die die Vierzehn Nothelfer darstellen. Die um drei Figuren reduzierten Teile stammen vermutlich von einem heimischen Künstler, der möglicherweise um 1510 unter Beeinflussung etwa von Tilman Riemenschneider dieses Werk schuf.